# منطقة كيشنجاني
كيشنجاني أو كيشنغانج أو كيشنغنج رمزها «KI» (بالإنجليزية: Kishanganj)‏، هو تقسيم إداري لدولة الهند تتبع ولاية بيهار (بالإنجليزية: Bihar)‏، مركزها هو مدينة كيشنجاني (بالإنجليزية: Kishanganj)‏ عدد سكانها حسب تعداد سنة 2001 هو 1,690,948، مساحتها 1,884 كم² وكثافة السكان 898 لكل كم².[بحاجة لمصدر]

## التقسيم الإداري والسكان

### التقسيم الإداري
تنقسم المقاطعة لـ 7 تحصيل (بهادورجانج، ديجالبانك، كيشانجانغ، كوتشادامان، بوثيا، ترهاغاتش، ثاكورجانج)، تنقسم بدورها لـ 7 كتل (ديجالبانك، كيشانجانج، كوتشادامان، بوثيا، ترهاغاتش، ثاكورجانج)، تضم إجمالاً 802 قرية و125 بانشايات جرام «مجلس قروي».
تضم 4 دوائر فيدان سابها (بهادورجانغ، ثاكورجانغ، كيشانغانغ، كوشادهامان) ودائرة لوك سابها (كيشانغانغ).

### السكان
يبلغ عدد سكان مقاطعة كينجانغ وفقًا لتعداد 2011، نحو 1.690.400 نسمة، ما يجعل ترتيبها ال293 بين مقاطعات الهند، تبلغ الكثافة السكانية للمنطقة 898 نسمة لكل كيلومتر مربع (2330 / ميل مربع). بلغ معدل النمو السكاني خلال العقد 2001-2011 نحو 30.44٪. ونسبة الجنس هي 946 أنثى لكل 1000 ذكر، ومعدل معرفة القراءة والكتابة 57.04٪.

#### الدين
| الدين في المنطقة (تعداد 2011) | الدين في المنطقة (تعداد 2011) | الدين في المنطقة (تعداد 2011) | الدين في المنطقة (تعداد 2011) | الدين في المنطقة (تعداد 2011) |
| ----------------------------- | ----------------------------- | ----------------------------- | ----------------------------- | ----------------------------- |
| الدين                         | الدين                         |                               | النسبة                        | النسبة                        |
| الإسلام                       | الإسلام                       |                               | 67.98%                        | 67.98%                        |
| الهندوسية                     | الهندوسية                     |                               | 31.43%                        | 31.43%                        |
| أخرى أو لم يذكر               | أخرى أو لم يذكر               |                               | 0.59%                         | 0.59%                         |

#### اللغة
حسب التعداد الهندي 2011، كان 42.61٪ يتحدثون لغة «سورجابوري» و32.62٪ يتحدثون الأردية، و9.05٪ يتحثون الهندية و6.66٪ يتحثون البنغالية، و3.45٪ يتحثون السانتالية، و2.63٪ يتحدثون المايثيلية، و1.23٪ يتحثون لغة بوجوبوري، و1.75٪ يتحثون لغات أخرى.

## المسؤولون (النواب المفوضين)[12]
| نائب مفوض                   | الفترة                        |
| --------------------------- | ----------------------------- |
| B.K. Lakhiyar               | 14 يناير 1990-8 يونيو 1990    |
| نافين فيرما                 | 9 يونيو 1990-2 نوفمبر 1991    |
| R. P. Sinha                 | 3 نوفمبر 1991-16 نوفمبر 1992  |
| ديفيندر كومار تيواري        | 17 نوفمبر 1992-6 يونيو 1994   |
| راجيش جوبتا                 | 7 يونيو 1994-18 يونيو 1996    |
| رام بهادر براساد ياداف      | 19 يونيو 1996-24 فبراير 1997  |
| سانجيف كومار سينها          | 25 فبراير 1997-28 أبريل 1997  |
| أتول براساد                 | 28 أبريل 1997-9 يوليو 1997    |
| S. N. Thakur                | 10 يوليو 1997-29 يونيو 1998   |
| R. S. B. Singh              | 30 يونيو 1998-12 نوفمبر 1999  |
| K. B. P. Sinha              | 13 نوفمبر 1999-6 يوليو 2000   |
| B. Pradhan                  | 7 يوليو 2000-1 أكتوبر 2001    |
| B. Pandit                   | 2 أكتوبر 2001-19 أكتوبر 2001  |
| ك. سينثيل كومار             | 20 أكتوبر 2001-15 ديسمبر 2004 |
| فيجاي كومار                 | 16 ديسمبر 2004-19 أبريل 2005  |
| دايا ناندان براساد          | 20 أبريل 2005-12 ديسمبر 2006  |
| M. Saravanan                | 13 ديسمبر 2006-6 مارس 2008    |
| فيراكوي أحمد                | 17 مارس 2008-7 يوليو 2010     |
| سانديب كومار ر. بوداكالكاتي | 7 يوليو 2010-15 يناير 2013    |
| أديتيا كومار داس            | 16 يناير 2013-10 يونيو 2014   |
| أنيمش كومار بورسير          | 11 يونيو 2014-15 ديسمبر 2015  |
| بانكاج ديكسيت               | 16 ديسمبر 2015-29 أبريل 2018  |
| ماهيندرا كومار              | 30 أبريل 2018-2 فبراير 2019   |
| هيمانشو شارما               | 3 فبراير 2019-19 فبراير 2020  |
| أديتيا براكاش               | 20 فبراير 2020-11 مايو 2022   |
| سريكانت شاستري              | 11 مايو 2022-الآن             |

## المناخ
يظهر الجدول التالي التغييرات المناخية على مدار السنة لكيشنجاني:
| البيانات المناخية لـكيشنجاني      | البيانات المناخية لـكيشنجاني | البيانات المناخية لـكيشنجاني | البيانات المناخية لـكيشنجاني | البيانات المناخية لـكيشنجاني | البيانات المناخية لـكيشنجاني | البيانات المناخية لـكيشنجاني | البيانات المناخية لـكيشنجاني | البيانات المناخية لـكيشنجاني | البيانات المناخية لـكيشنجاني | البيانات المناخية لـكيشنجاني | البيانات المناخية لـكيشنجاني | البيانات المناخية لـكيشنجاني | البيانات المناخية لـكيشنجاني |
| الشهر                             | يناير                        | فبراير                       | مارس                         | أبريل                        | مايو                         | يونيو                        | يوليو                        | أغسطس                        | سبتمبر                       | أكتوبر                       | نوفمبر                       | ديسمبر                       | المعدل السنوي                |
| --------------------------------- | ---------------------------- | ---------------------------- | ---------------------------- | ---------------------------- | ---------------------------- | ---------------------------- | ---------------------------- | ---------------------------- | ---------------------------- | ---------------------------- | ---------------------------- | ---------------------------- | ---------------------------- |
| متوسط درجة الحرارة الكبرى °م (°ف) | 24.0 (75.2)                  | 26.6 (79.9)                  | 31.9 (89.4)                  | 34.7 (94.5)                  | 33.7 (92.7)                  | 32.5 (90.5)                  | 31.9 (89.4)                  | 31.9 (89.4)                  | 31.8 (89.2)                  | 31.1 (88.0)                  | 29.0 (84.2)                  | 25.3 (77.5)                  | 30.4 (86.7)                  |
| متوسط درجة الحرارة الصغرى °م (°ف) | 9.8 (49.6)                   | 11.6 (52.9)                  | 15.9 (60.6)                  | 20.6 (69.1)                  | 23.6 (74.5)                  | 25.2 (77.4)                  | 25.7 (78.3)                  | 25.4 (77.7)                  | 24.8 (76.6)                  | 21.8 (71.2)                  | 15.2 (59.4)                  | 10.7 (51.3)                  | 19.2 (66.6)                  |
| معدل هطول الأمطار مم (إنش)        | 11 (0.4)                     | 6 (0.2)                      | 22 (0.9)                     | 36 (1.4)                     | 165 (6.5)                    | 479 (18.9)                   | 532 (20.9)                   | 399 (15.7)                   | 360 (14.2)                   | 83 (3.3)                     | 6 (0.2)                      | 0 (0)                        | 2٬099 (82.6)                 |
| المصدر: en.climate-data.org       |                              |                              |                              |                              |                              |                              |                              |                              |                              |                              |                              |                              |                              |